# Резолюция 250 на Съвета за сигурност на ООН
Резолюция 250 на Съвета за сигурност на ООН е приета единодушно на 27 април 1968 г. по повод ситуацията в Близкия изток.
Като подчертава, че провеждането на планирания от израелските власти военен парад в Йерусалим по случай деня на независимостта ще доведе до изостряне на напрежението в региона и ще окаже отрицателен ефект върху мирното регулиране на проблемите там, Резолюция 250 призовава Израел да не провежда военния парад в Йерусалим, планиран за 2 май 1968 г. Резолюцията изисква генералният секретар да информира Съвета за изпълнението на резолюцията. Израел не се съобразява с Резолюция 250 и провежда планирания военен парад, което става причина Съветът за сигурност да приеме Резолюция 251.